# Sennacieca Asocio Tutmonda

Steagul anaționalismului

Sennacieca Asocio Tutmonda (SAT; în engleză World Anational Association) este o asociație culturală independentă Esperanto la nivel mondial, cu o orientare generală de extremă stângă. Sediul său este la Paris. Potrivit lui Jacques Schram, președintele Comitetului Executiv, numărul total de membri a fost de 881 în 2003. În 2006 SAT avea 724 de membri. În 2015-2016 au fost 525.
SAT folosește Esperanto ca limbă de lucru și urmărește, prin utilizarea Esperanto, să permită persoanelor, organizațiilor și lucrătorilor progresiști din toate țările să facă schimb de idei și să se întâlnească pe baza egalității peste barierele naționale. Membrii SAT sunt implicați în activități socialiste, anarhiste, pașnice, sindicale, antinaționaliste, feministe și de mediu, printre altele.

## Istorie
SAT a fost fondată în 1921 de Eugène Lanti⁠(d) (pseudonimul lui Eugène Adam) și alții ca organizație a mișcării muncitorești esperanto. La apogeul său, în 1929-1930, avea 6524 de membri în 1674 de comunități din 42 de țări. A suferit însă o degradare puternică la scurt timp după aceea, când activitățile „cosmopolite”, o categorie în care s-a încadrat Esperanto, au început să fie persecutate în Uniunea Sovietică după apariția stalinismului și după interzicerea mișcării muncitorești a Esperanto din Germania, care a intrat în vigoare imediat după preluarea nazistă din 1933. Uniunea Sovietică și Germania fuseseră țările în care SAT avea cel mai mare număr de membri. Schismele interne motivate ideologic, care au implicat în diferite momente anarhiști, comuniști și social-democrați, au avut și ele un impact.

## Scopuri
Declarație de scopuri de mai jos a devenit parte a Statutului la înființarea SAT în 1921 și rămâne valabilă până în prezent:
„a) să utilizeze limba internațională Esperanto pentru obiectivele de clasă ale clasei muncitoare din întreaga lume; 
b) să promoveze relațiile reciproce între membri în cel mai bun și mai demn mod posibil, pentru a le insufla un puternic sentiment de solidaritate umană; 
c) să instruiască, să educe și să lumineze membrii astfel încât să-i facă cei mai capabili și mai buni dintre așa-zișii internaționaliști;
d) să servească drept intermediar între organizațiile internaționaliste ce urmăresc obiective analoge cu cele ale SAT;
e) să fie intermediar și susținător în crearea unei literaturi esperantiste formată atât din traduceri, cât și din texte originale, și care reflectă idealul asociației noastre."
În 1928 declarația a fost clarificată mai departe în următorul addendum:
„SAT, o organizație educațională și culturală mai degrabă decât una deschis politică, încearcă să-și inducă membrii să fie înțelegători și toleranți față de școlile sau sistemele politice și filozofice care stau la baza diferitelor partide muncitorești orientate spre lupta de clasă și a mișcărilor sindicale; urmărește, prin compararea faptelor și ideilor, să evite discuția liberă a membrilor săi și prin mijloace de dogmatizare a membrilor săi. Pe scurt, SAT aplică în mod constant un limbaj elaborat rațional la scară mondială pentru a ajuta la crearea unor intelecte care gândesc rațional și sunt capabile să compare cu acuratețe, să înțeleagă corect și să evalueze ideile, tezele și tendințele astfel încât să le facă capabile să aleagă în mod independent calea pe care o consideră cel mai eliberator către nivelul cel mai eliberator al clasei lor umane. civilizație și cultură cât se poate de avansată”.
SAT nu există în primul rând pentru a promova Esperanto – deși are un departament specializat care se angajează în această activitate – ci mai degrabă folosește Esperanto în scopurile sale politice și educaționale. Esperanto este promovat de organizații regionale separate care sunt legate de SAT prin contract. Majoritatea acestor organizații nu sunt naționale, dar cuprind teritoriul unei anumite limbi. Cea mai mare astfel de organizație este SAT-Amikaro, care cuprinde toate teritoriile de limbă franceză.

## Structura
SAT are o structură non-națională care evită în mod deliberat să ia în considerare diferențele naționale. Membrii săi se alătură individual, nu prin intermediul unui afiliat național. Asociația Universală de Esperanto a fost structurată în același mod când a fost fondată la începutul secolului al XX-lea de Hector Hodler. În ceea ce privește SAT, acesta a fost prezentat de Eugène Lanti într-o serie de articole apărute înainte de înființarea Asociației în 1921.
Structura decizională a SAT este, teoretic, apropiată de baza organizației, în măsura în care toate hotărârile congresului ar trebui să devină valabile numai după un referendum. Această prevedere statutară este menită să stimuleze democrația participativă. În practică, multe hotărâri ale Congresului nu sunt niciodată supuse unui referendum. Asociația este condusă de un comitet executiv format din opt membri, condus în prezent de Vinko Markov.

## Organizații afiliate

### SATEB
SATEB (Workers' Esperanto Movement) este afiliatul britanic al SAT. Acesta organizează un weekend rezidențial anual la Wedgwood Memorial College, Barlaston, Stoke-on-Trent. Principala caracteristică a acestor întâlniri este vizita unor lectori vorbitori de esperanto din străinătate (de exemplu din Cuba, Germania, Olanda, Belgia și alte țări).
Membrii SATEB primesc revista trimestrială bilingvă La Verda Proleto.

#### Suspendarea propusă
La reuniunea anuală din 2007 a SATEB – la care au participat șapte persoane, inclusiv vorbitorul invitat –, comitetul a propus o moțiune de suspendare a activității SATEB până când vor apărea suficienti oameni pentru a-și îndeplini rolurile esențiale. Totuși, după dezbatere s-a decis continuarea la un nivel minim de activitate.

## Activitate
SAT publică lunar revista Sennaciulo [„Nenaționalul”] și revista culturală anuală Sennacieca Revuo. Cooperativa de editare a SAT produce, de asemenea, o varietate de cărți, unele dintre ele cu caracter educațional, precum Plena Ilustrita Vortaro, cel mai cuprinzător dicționar de esperanto, precum și opere literare implicate social. Recent a început să publice subiecte educaționale și politice pe internet.
Organizația are anual un congres internațional, care tratează atât treburile asociației, cât și problemele de interes politic general.